# Oodera gracilis
Oodera gracilis är en stekelart som beskrevs av John Obadiah Westwood 1874. Oodera gracilis ingår i släktet Oodera och familjen puppglanssteklar. Inga underarter finns listade i Catalogue of Life.